# كأس أوزيبيو
كأس أوزيبيو Eusébio Cup هي مباراة كرة قدم ودية قبل بداية الموسم يستضيفها نادي نادي بنفيكا البرتغالي منذ عام 2008. تم لعبها في الغالب على ملعبهم، ملعب دا لوز، مع استثناءين هما نسختي 2015 و 2018 (لعبت في ملعب ببفا بانكومار وملعب ألغارفي، على التوالي). تم تسمية المسابقة المكونة من فريقين على اسم اللاعب البرتغالي الدولي ولاعب بنفيكا السابق أوزيبيو،  الذي قدم الكأس للفريق الفائز حتى عام 2013، قبل وفاته في يناير 2014. كانت هناك خطط لزيادة عدد المشاركين إلى أربعة،  وهي خطوة كان أوزيبيو نفسه يؤيدها،  ولكن لم يتم إجراء أي تغييرات على البطولة.
فاز إنتر ميلان بالبطولة الأولى من الكأس، وكان الفائزون الآخرون هم بنفيكا (2009، 2011، 2012، 2022)، توتنهام (2010)، ساو باولو (2013)، أياكس (2014)، مونتيري (2015)، تورينو (2016) ) - في المباراة التي خدمت أيضًا لتكريم ذكرى فريق Grande Torino الذي توفي في كارثة سوبرغا الجوية  - وليون (2018). لم يشارك أي فريق مدعو، بما في ذلك الوصيف ميلان وأرسنال وريال مدريد ونيوكاسل يونايتد، في أكثر من بطولة واحدة.
تم لعب المباراة في أواخر يوليو وأوائل أغسطس، وتم لعبها سنويًا ودون انقطاع حتى عام 2016. على الرغم من محاولتين،  لم يكن هناك بطولة في عام 2017. بعد ذلك عادت كأس أوزيبيو كجزء من كأس الأبطال الدولية 2018،  ليتم إحياؤها بعد أربع سنوات في لشبونة .

## كاس البطولة
كأس أوزيبيو مصنوع من الزجاج ويحمل اسم المباراة والفائزين بها. علاوة على ذلك، فهي تتميز بشخصية أوزيبيو، في الجزء العلوي، تؤدي تقنية التصوير الخاصة بعلامته التجارية. الشكل مشابه لتمثال أوزيبيو خارج ملعب دا لوز. الكأس رمزية لأنها مخصصة لـأوزيبيو، الذي يُعتبر أحد أعظم لاعبي كرة القدم في كل العصور، وفي نادي بنفيكا.

## البث التلفازي
فيما يلي قائمة بالقنوات التلفزيونية التي تبث مباريات البرتغال.
| العام     | القناة                    | المرجع. |
| --------- | ------------------------- | ------- |
| 2008-2009 | SIC                       |         |
| 2010      | تلفزيون بنفيكا            |         |
| 2011      | TVI                       | [ 10 ]  |
| 2012      | RTP                       | [ 11 ]  |
| 2013-2016 | تلفزيون بنفيكا / بي تي في |         |
| 2018      | تلفزيون الرياضة           |         |
| 2022 -    | BTV                       |         |

## المباريات

### 2008
| نادي بنفيكا                                                       | 0–0   | إنتر ميلان                                                            |
| ----------------------------------------------------------------- | ----- | --------------------------------------------------------------------- |
|                                                                   | تقرير |                                                                       |
| ركلات الترجيح                                                     |       |                                                                       |
| - أيمار - باستوس - رييس - نونو غوميش - دافيد لويز - نيلسون ماركوس | 4–5   | - ماكسويل - بالوتيلي - ستانكوفيتش - إبراهيموفيتش - بورديسو - كامبياسو |

### 2009
| نادي بنفيكا                                                                   | 1–1   | إيه سي ميلان                                                                            |
| ----------------------------------------------------------------------------- | ----- | --------------------------------------------------------------------------------------- |
| - Cardozo 58'                                                                 | تقرير | - Sidnei 87' (ه.ذ.)                                                                     |
| ركلات الترجيح                                                                 |       |                                                                                         |
| - كيريسون - Shaffer - كوينتراو - أموريم - ويلدون - حسان يبدة - باتريك - سيدني | 5–4   | - بيرلو - رونالدينيو - يانكولوفسكي - تياغو سيلفا - بورييلو - باتو - زامبروتا - أنتونيني |

### 2010
| نادي بنفيكا | 0–1   | توتنهام هوتسبير |
| ----------- | ----- | --------------- |
|             | تقرير | - غاريث بيل 55' |

### 2011
| نادي بنفيكا                    | 2–1   | نادي أرسنال     |
| ------------------------------ | ----- | --------------- |
| - بابلو أيمار 49' - نوليتو 60' | تقرير | - فان بيرسي 34' |

### 2012
| نادي بنفيكا                                            | 5–2   | ريال مدريد         |
| ------------------------------------------------------ | ----- | ------------------ |
| - غارسيا 4' - فيتسل 22' - بيريز 53'، 85' - مارتينز 58' | تقرير | - كاييخون 18'، 20' |

### 2013
| Benfica | 0–2   | São Paulo                 |
| ------- | ----- | ------------------------- |
|         | تقرير | - Aloísio 53' - Tolói 63' |

### 2014
| Benfica | 0–1   | Ajax         |
| ------- | ----- | ------------ |
|         | تقرير | - Kishna 41' |

### 2015
| مونتيري                                            | 3–0   | Benfica |
| -------------------------------------------------- | ----- | ------- |
| - Montes 49' - Funes Mori 58' (ركلة.) - Rivera 81' | تقرير |         |

### 2016
| نادي بنفيكا                                             | 1–1   | نادي تورينو                                        |
| ------------------------------------------------------- | ----- | -------------------------------------------------- |
| - فيفيس 11' (ه.ذ.)                                      | تقرير | - Ljajić 32'                                       |
| ركلات الترجيح                                           |       |                                                    |
| - خيمينيز - جوناس - غريمالدو - ساماريس - بيزي - ليندلوف | 5–6   | - باسيلي - أرامو - بويه - مارتينيز - لوبيز - سيلفا |

### 2017
| 6 اكتوبر 2017 | Benfica | ضدّ | Rangers | ملعب تيم هورتونز، Hamilton |
| 19:00 EST     |         |    |         |                            |

### 2018
| نادي بنفيكا                      | 2–3   | أولمبيك ليون                            |
| -------------------------------- | ----- | --------------------------------------- |
| - Pizzi 59' - مارسيلو 64' (ه.ذ.) | تقرير | - مارسيلو 41' - تراوري 45' - تيريير 83' |

### 2022
| نادي بنفيكا                             | 3–2   | نيوكاسل يونايتد    |
| --------------------------------------- | ----- | ------------------ |
| - راموس 15' - غريمالدو 32' - أرواخو 89' | تقرير | - ألميرون 22'، 44' |

## أداء الاندية
| الفريق         | مرات الفوز | الوصافة | سنوات الفوز            | سنوات الوصافة                            |
| -------------- | ---------- | ------- | ---------------------- | ---------------------------------------- |
| بنفيكا         | 4          | 7       | 2009، 2011، 2012، 2022 | 2008، 2010، 2013، 2014، 2015، 2016، 2018 |
| انتر ميلان     | 1          | -       | 2008                   | -                                        |
| توتنهام هوتسبر | 1          | -       | 2010                   | -                                        |
| ساو باولو      | 1          | -       | 2013                   | -                                        |
| اياكس          | 1          | -       | 2014                   | -                                        |
| مونتيري        | 1          | -       | 2015                   | -                                        |
| تورينو         | 1          | -       | 2016                   | -                                        |
| ليون           | 1          | -       | 2018                   | -                                        |
| ميلان          | -          | 1       | -                      | 2009                                     |
| ارسنال         | -          | 1       | -                      | 2011                                     |
| ريال مدريد     | -          | 1       | -                      | 2012                                     |
| نيوكاسل        | -          | 1       | -                      | 2022                                     |